# Правило Джордана
Правило Джордана — правило вікаріату, одне з основних положень географічного (алопатричного) видоутворення, згідно з яким ареали близькоспоріднених форм тварин ( видів або  підвидів) зазвичай займають суміжні території та істотно не перекриваються.
Особливо показові приклади такого роду можна навести відносно наземних  молюсків. Відомі класичні дослідження Гуліка (Gulick, 1905) щодо поширення наземних равликів Achatmellidae на  Сандвічевих островах (інших молюсків там немає зовсім).  Ендемічний тут  рід Achatinella розпадається на безліч видів (200–300) і підвидів (понад 1000). Кожен острів має свої численні види зі своїм обмеженим місцем життя. На острові Оагу мається 25 видів Achatinella (понад 200 видів Achatmellidae), і поширення кожного обмежується однією долиною, де вони живуть у вологих, тінистих лісах. Найбільші відмінності є між найвіддаленішими видами. У цьому випадку невисокі гребені, що розмежовують окремі долини, на яких ліс переривається або стає більш рідким, виявляються внаслідок більшої сухості ґрунту вже майже непрохідними (історично розселення відбувалося, звичайно, і через гребені) для цих молюсків.

## Ресурси Інтернету
- Розенберг Г. С. О структуре учения о биосфере
- Дедю И. И. Экологический энциклопедический словарь. — Кишинев, 1989
- Словарь ботанических терминов / Под общ. ред. И. А. Дудки. — Киев, Наук. Думка, 1984
- Англо-русский биологический словарь (online версия)
- Англо-русский научный словарь (online версия)